# لورنس کانر
لورنس کانر (انگلیسی: Lawrence Konner؛ زادهٔ ۱۹۵۰)، فیلم‌نامه‌نویس اهل ایالات متحده آمریکا، و نویسنده مجموعه‌های تلویزیونی همچون امپراتوری بوردواک و سوپرانوز است.

## فیلم‌شناسی
- سوپرمن ۴: در جستجوی صلح (۱۹۸۷) (به همراه مارک رزنتال)
- پیشتازان فضا ۶: کشور کشف‌نشده (۱۹۹۱) (به همراه مارک رزنتال)
- طلوع مرکوری (۱۹۹۸) (به همراه مارک رزنتال)
- جو یانگ نیرومند (۱۹۹۸) (به همراه مارک رزنتال)
- سیاره میمون‌ها (۲۰۰۱) (به همراه مارک رزنتال)
- سوپرانوز (۲۰۰۱) (تلویزیون)
- لبخند مونا لیزا (۲۰۰۳) (به همراه مارک رزنتال)
- فلیکا (فیلم) (۲۰۰۶) (به همراه مارک رزنتال)
- شاگرد جادوگر (۲۰۱۰) (به همراه مارک رزنتال)
- امپراتوری بوردواک (۲۰۱۰) (تلویزیون)
- آمرزیدگان فراوان شهر نیوآرک (۲۰۲۰) (به همراه دیوید چیس)